# Michelbach-le-Bas
Michelbach-le-Bas è un comune francese di 728 abitanti situato nel dipartimento dell'Alto Reno nella regione del Grand Est.

## Società

### Evoluzione demografica
Abitanti censiti